# Castle House (Somerset)

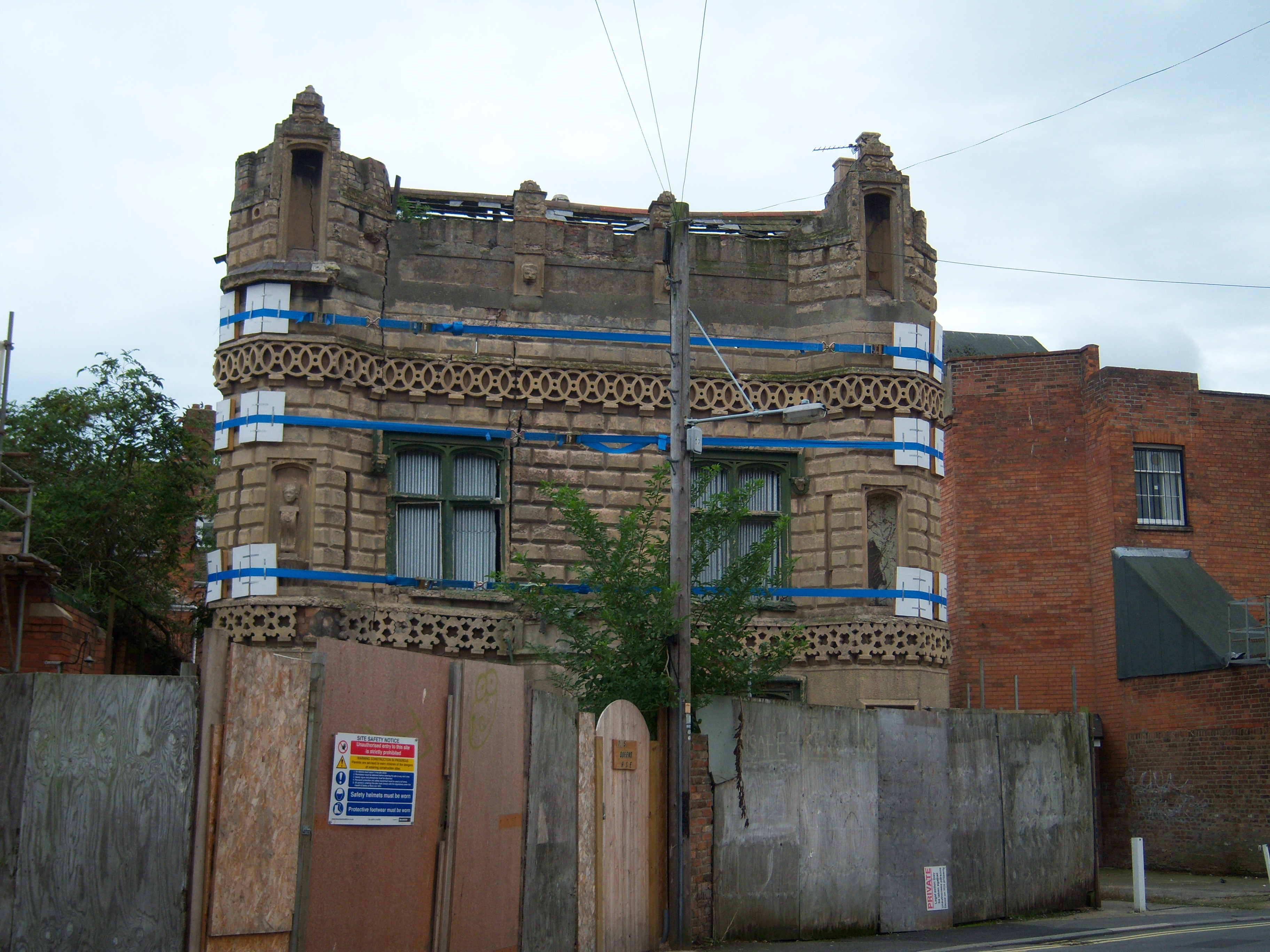
Castle Haus in Bridgwater

Castle House ist ein Landhaus in Bridgwater in der englischen Grafschaft Somerset. Es wurde 1851 für William Ackerman errichtet. Der größte Teil des Gebäudes wurde aus Ziegeln gebaut, aber es handelt sich um eines der ersten Gebäude in der Welt, für die in hohem Maße Portlandzement zur Herstellung vorgefertigter Betonteile verwendet wurde. English Heritage hat es als historisches Gebäudes II*. Grades gelistet.
Das Gebäude enthält viele Ornamente und manche Strukturen aus Beton, die „eine innovative Interpretation traditionellen Maurerhandwerks in Beton“ darstellen.
Castle House war einer der Finalisten in der zweiten Staffel der BBC-Fernsehserie Restoration im Jahre 2004 und wurde von Freunden von Joe Strummer unterstützt.
Es ist im Heritage-at-Risk-Register von English Heritage gelistet und English Heritage organisierte auch Gelder für die Restaurierung des Hauses.
2012 stiftete die NNB Generation Company (Tochterfirma der Électricité de France) £ 300.000 als Teil der Gelder, die sie an die örtliche Kommune für die Entwicklung des Atomkraftwerks Hinkley Point C zahlte, an den SAVE Trust für die Restaurierung von Castle House. Es ist geplant, das Gebäude als Treffpunkt für am Bridgwater Carnival beteiligte Vereine und Organisationen zu nutzen, sobald es renoviert ist.